# Gamtchien
Le Gamtchien (en russe : Гамчен) est un volcan complexe situé au sud-est de la péninsule du Kamtchatka, à l'est de la Russie, à 110 km au sud du volcan Bezymianny. Il appartient au groupe volcanique Kizimien-Gamtchien composé de cinq volcans dans la chaîne Orientale. Il fait partie de la réserve naturelle de biosphère d'État de Kronotski, classée au Patrimoine mondial par l'UNESCO.

## Géographie

### Topographie
Le Gamtchien est un complexe de quatre stratovolcans : le Gramtchien principal (ou Gramtchien Sud), le Gramtchien Nord, le Jeune et le Mouton. Ces quatre volcans s'étendent sur 23 km par 15 km, vers le nord-est jusqu'à la faille volcanique datant de l'Holocène. Au-delà se situe une caldeira.
| Nom                | Type         | Altitude (m) | Période de formation | Diamètre de base (km) |
| ------------------ | ------------ | ------------ | -------------------- | --------------------- |
| Baranin (Mouton)   | Stratovolcan | ~2000        | Holocène             | 2 × 2,5 km            |
| Loukovitsa (Bulbe) | Dôme de lave | ~1500        | Holocène             |                       |
| Molodoï (Jeune)    | Stratovolcan |              | Holocène             | 3 × 4,5               |
| Gamtchien Sud      | Stratovolcan | 2577         | Pléistocène          | 4,5 × 7               |
| Gamtchien Nord     | Stratovolcan | 2300         | Pléistocène          | 3 × 7                 |

#### Le Gamtchien principal (ou Gamtchien Sud)
Culminant à 2 577 m d'altitude, il mesure à sa base 4,5 × 7 km. Le cratère, de forme conique, est partiellement détruit : la hauteur relative du rebord septentrional est de 600 m, contre 1 500 m pour le rebord méridional. Le volume de matériaux émis par le Gramtchien Sud est évalué à 15 km3. Les flancs du Gramtchien Sud sont accidentés. Sur le flanc Sud-Est se trouve le Mouton.

#### Le Gramtchien Nord
Culminant à 2 300 m d'altitude, il mesure à sa base 3 × 7 km. Le cratère, conique, est bien conservé, même si le rebord méridional culmine à 50 m au-dessus du dôme, et le rebord septentrional à 100 m. Le volume de matériaux émis par le Gramtchien Nord est évalué à 8 km3. Les flancs du Gramtchien Nord sont accidentés et couverts de roches altérées avec présence de traces de fumerolles.

#### Le Mouton
Situé sur le flanc sud-est du Gramtchien principal, le Mouton a une base de 2 × 2,5 km. Il date de l'Holocène supérieur, et un dôme de lave, Loukovitsa (« Bulbe »), date d'environ 3 000 à 3 600 ans. Le volcan ne présente presque aucune trace d'érosion. Au sommet, des fumerolles ont été observées en 1946 à l'intérieur de son cratère biseauté d'un diamètre de 500 m et d'une profondeur de 200 m. Ces fumerolles avaient une température comprise entre 40 et 81 °C.

#### Le Jeune
Situé à l'est du Gramtchien Nord, le Jeune a une base de 3 × 4,5 km. Son cratère présente un profil net. Un dôme de lave s'est formé sur son piémont oriental.

### Géologie
Le complexe volcanique de Gramtchien est composé principalement d'andésite et de basalte. Le Gramtchien Nord et le Gramtchien Sud présentent trois strates volcaniques : une strate inférieure lavo-pyroclastique, une strate intermédiaire pyroclastique, et une strate supérieure dominée par la lave.

## Histoire éruptive
La dernière éruption de ce volcan actif remonte à 550 av. J.-C. La raison pour laquelle il est encore classé actif est qu'il présente une faible activité de solfatares.